# کردید
کردید (به فرانسوی: Kridid) یک شهرک در مراکش است که در استان سیدی بنور واقع شده‌است. کردید ۱۲٬۷۵۱ نفر جمعیت دارد.